# Saiin

Les saiin (斎院, saiin) sont des proches parentes de l'empereur du Japon (appelées saiō) qui servent comme grandes prêtresses au Kamo-jinja. Les saiō servent aussi au Ise-jingū. Les princesses saiin sont généralement issues de la famille impériale (内親王, naishinnō) ou princesse (女王, joō). En principe, les saiin restent célibataires mais il y a des exceptions. Certaines saiin deviennent épouses de l'empereur, appelées nyōgo en japonais.
L'ordre des prêtresses saiin existe tout au long des époques de Heian et Kamakura.
Saiin est aussi le nom donné au palais où résident les prêtresses du même nom et où elles servent les divinités shinto.

## Saiinen littérature
Le Dit du Genji, célèbre œuvre de la littérature japonaise, raconte l'histoire d'un homme nommé Hikaru Genji qui aspire à une princesse saiin nommée Asagao, mais Asagao maintient une relation platonique avec Genji.
Le Sagoromo monogatari, conte du XIe siècle, raconte l'histoire d'un amour non partagé entre le protagoniste et Genji no Miya, qui devient plus tard la saiin Kamo.

## Saiinhistoriques

### Princesse Shikishi (式子内親王)
Princesse Shikishi (Shikishi Naishinnō), troisième fille de l'empereur Go-Shirikawa et de Fujiwara no Seishi, est nommée grande prêtresse du Kamo-jinja en 1159, à l'âge de six ans. Elle démissionne de son poste en 1169 pour cause de maladie. Après sa démission, Shikishi devient une poétesse accomplie. Au moins 399 de ses poèmes nous sont parvenus.

## Liste dessaiin
1. 810-831, princesse Uchiko (有智子内親王) (807-847), fille de l'empereur Saga[2]
2. 831-833 : princesse Tokiko (時子内親王) (?-847), fille de l'empereur Ninmyō
3. 833-850 : princesse Takaiko (高子内親王) (?-866), fille de l'empereur Ninmyō
4. 850-857 : princesse Akirakeiko (慧子内親王) (?-881), fille de l'empereur Montoku
5. 857-858 : princesse Jutsushi (述子内親王) (?-897), fille de l'empereur Montoku
6. 859-876 : princesse Gishi (儀子内親王) (?-879), fille de l'empereur Montoku
7. 877-880 : princesse Atsuko (敦子内親王) (?-930), fille de l'empereur Seiwa
8. 882-887 : princesse Bokushi (穆子内親王) (?-903), fille de l'empereur Kōkō
9. 889-892 : princesse Naoiko (直子女王) (?-892), fille du prince Korehiko
10. 893-902 : princesse Kimiko (君子内親王) (?-902), fille de l'empereur Uda
11. 903-915 : princesse Kyōshi (恭子内親王) (902-915), fille de l'empereur Daigo
12. 915-920 : princesse Nobuko (宣子内親王) (902-920), fille de l'empereur Daigo
13. 921-930 : princesse Shōshi (韶子内親王) (918-980), fille de l'empereur Daigo
14. 931-967 : princesse Enshi (婉子内親王) (904-969), fille de l'empereur Daigo
15. 968-975 : princesse Sonshi (尊子内親王) (966-985), fille de l'empereur Reizei
16. 975-1031 : princesse Senshi (選子内親王) (964-1035), fille de l'empereur Murakami
17. 1031-1036 : princesse Kaoruko (馨子内親王) (1029-1093), fille de l'empereur Go-Ichijō
18. 1036-1045 : princesse Kenshi (娟子内親王) (1032-1103), fille de l'empereur Go-Suzaku
19. 1046-1058 : princesse Baishi (禖子内親王) (1039-1096), fille de l'empereur Go-Suzaku
20. 1058-1069 : princesse Shōshi (正子内親王) (1045-1114), fille de l'empereur Go-Suzaku
21. 1069-1072 : princesse Yoshiko (佳子内親王) (1057-1130), fille de l'empereur Go-Sanjō
22. 1073 : princesse Atsuko (篤子内親王) (1060-1114), fille de l'empereur Go-Sanjō
23. 1074-1089 : princesse Seishi (斉子内親王), fille de Ko-Ichijo In (prince Atsuakira)
24. 1089-1099 Princesse Reishi (令子内親王) (1078-1144), fille de l'empereur Shirakawa
25. 1099-1107 : princesse Shinshi (禛子内親王) (1081-1156), fille de l'empereur Shirakawa
26. 1108-1123 : princesse Kanshi (官子内親王) (1090-?), fille de l'empereur Shirakawa
27. 1123-1126 : princesse Sōshi (悰子内親王) (1099-1162), fille de l'empereur Horikawa
28. 1127-1132 : princesse Muneko (統子内親王) (1126-1189), fille de l'empereur Toba[3]
29. 1132-1133 : princesse Yoshiko (禧子内親王) (1122-1133), fille de l'empereur Toba
30. 1133-1159 : princesse Ishi (怡子女王), fille du prince Sukehito
31. 1159-1169 : princesse Shikishi (式子内親王) (1149-1201), fille de l'empereur Go-Shirakawa
32. 1169-1171 : princesse Zenshi (僐子内親王) (1159-1171), fille de l'empereur Nijō
33. 1171 : princesse Shōshi (頌子内親王) (1145-1208), fille de l'empereur Toba
34. 1178-1181 : princesse Noriko (範子内親王) (1177-1210), fille de l'empereur Takakura[4]
35. 1204-1212 : princesse Reishi (礼子内親王) (1200-1272), fille de l'empereur Go-Toba[5]

## Résidence
Lors de la fouille archéologique de ruines d'une demeure de haut standing dans l'arrondissement Nakagyō-ku de Kyoto, on a mis au jour un tesson sur lequel était écrit le kanji sai (齋), ce qui permet de faire l’hypothèse selon laquelle le bâtiment aurait servi à Uchiko, la première saiin.

## Source de la traduction
- (en) Cet article est partiellement ou en totalité issu de l’article de Wikipédia en anglais intitulé « Saiin (priestess) » (voir la liste des auteurs).